# Вылнари
Вылнари (болг. Вълнари) — село в Болгарии. Находится в Шуменской области, входит в общину Никола-Козлево. Население составляет 1752 человека.

## Политическая ситуация
В местном кметстве Вылнари, в состав которого входит Вылнари, должность кмета (старосты) исполняет Недрет Ибрям Джелил (Движение за права и свободы (ДПС)) по результатам выборов.
Кмет (мэр) общины Никола-Козлево — Турхан Фахредин Каракаш Движение за права и свободы (ДПС)) по результатам выборов.